# Nugent
| Recensione | Giudizio |
| ---------- | -------- |
| AllMusic   | [ 1 ]    |

Nugent è il settimo album di Ted Nugent, pubblicato nel 1982 per la Atlantic Records.

## Tracce
Tutte le tracce sono state scritte da Ted Nugent.
1. No, No, No - 3:39
2. Bound and Gagged - 4:34
3. Habitual Offender - 3:09
4. Fightin' Words - 3:59
5. Good and Ready - 4:19
6. Ebony - 4:26
7. Don't Push Me - 2:35
8. Can't Stop Me Now - 2:34
9. We're Gonna Rock Tonight - 3:21
10. Tailgunner - 7:03

## Formazione
- Ted Nugent - voce, chitarra, basso, percussioni
- Derek St. Holmes - chitarra, voce
- Dave Kiswiney - basso, voce
- Carmine Appice - batteria, voce, zildjian
- Larry Brown - percussioni
- Jude Cole - cori
- Shawn Murphy - cori
- Donnie Backus - piano
- Mark Gerhardt - cori
- Bart Bishop - cori
- Verne Wagner - cori
- D.C. Hawks - cori